# Francisco Sarabia (Tabasco)
Francisco Sarabia es una localidad del municipio de Huimanguillo ubicado en la subregión de la Chontalpa del estado mexicano de Tabasco.

## Geografía
La localidad de Francisco Sarabia se sitúa en las coordenadas geográficas 17°35′59″N 93°28′10″O / 17.599722, -93.469444, a una elevación de 40 metros sobre el nivel del mar.

## Demografía
Según el Conteo de Población y Vivienda 2020, efectuado por el Instituto Nacional de Estadística y Geografía, la localidad de Francisco Sarabia tiene 61 habitantes, de los cuales 33 son del sexo masculino y 28 del sexo femenino. Su tasa de fecundidad es de 3.18 hijos por mujer y tiene 17 viviendas particulares habitadas.
| Gráfica de evolución demográfica de Francisco Sarabia entre 1970 y 2020 |
|                                                                         |
| INEGI.                                                                  |